# Однозв'язна область

Поверхня тора — приклад неоднозв'язної області.

Однозв'язна область — топологічне поняття, що інтуїтивно позначає частину D лінійно зв'язного топологічного простору, в якій будь-який замкнутий шлях можна неперервно стягнути в точку, не виходячи за межі області D (область без «дірок»). Приклад: сфера однозв'язна, а поверхня тора не однозв'язна, тому що кола на ній, показані червоним на малюнку, не можна стягнути в точку.
Поняття однозв'язності широко застосовується в різноманітних галузях математики, особливо в комплексному аналізі.

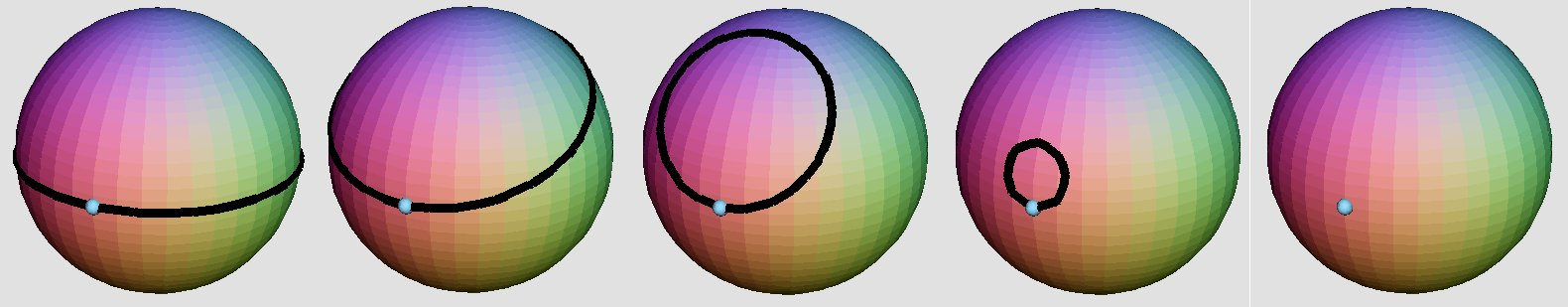
Стягнення контуру в точку на сфері.

## Означення
Область D лінійно зв'язного топологічного простору називається однозв'язною, якщо всі контури в ній гомотопні нулю. Еквівалентне означення: фундаментальна група для D тривіальна. Область, яка не є однозв'язною, називається багатозв'язною.
Еквівалентно лінійно зв'язна область X називається однозв'язною якщо для кожного неперервного відображення f : S1 → X (де S1 позначає одиничне коло) існує неперервне відображення F : D2 → X (де D2 позначає одиничний диск), таке що обмеження F на S1 рівне f.

## Приклади
- Довільна опукла множина в евклідовому просторі однозв'язна.

- Кругове кільце, стрічка Мебіуса, проективна площина не є однозв'язними.

## Властивості
- Однозв'язність є гомотопічним інваріантом, тобто гомотопічно еквівалентні простори або обидва є однозв'язними, або обидва не є однозв'язними.
- Властивість однозв'язності не зберігається неперервними відображеннями. Наприклад образом комплексної площини (однозв'язна область) щодо експоненційної функції є комплексна площина без початку координат (що не є однозв'язною областю).